# Crinodendron patagua
La patagua o patahua (nombre científico: Crinodendron patagua) es una especie arbórea siempreverde de la familia de las elaeocarpáceas, endémica de Chile. Se distribuye desde los 33° a 36° de latitud sur, entre las regiones de Valparaíso a Maule, y hasta los 1200 metros sobre el nivel del mar.

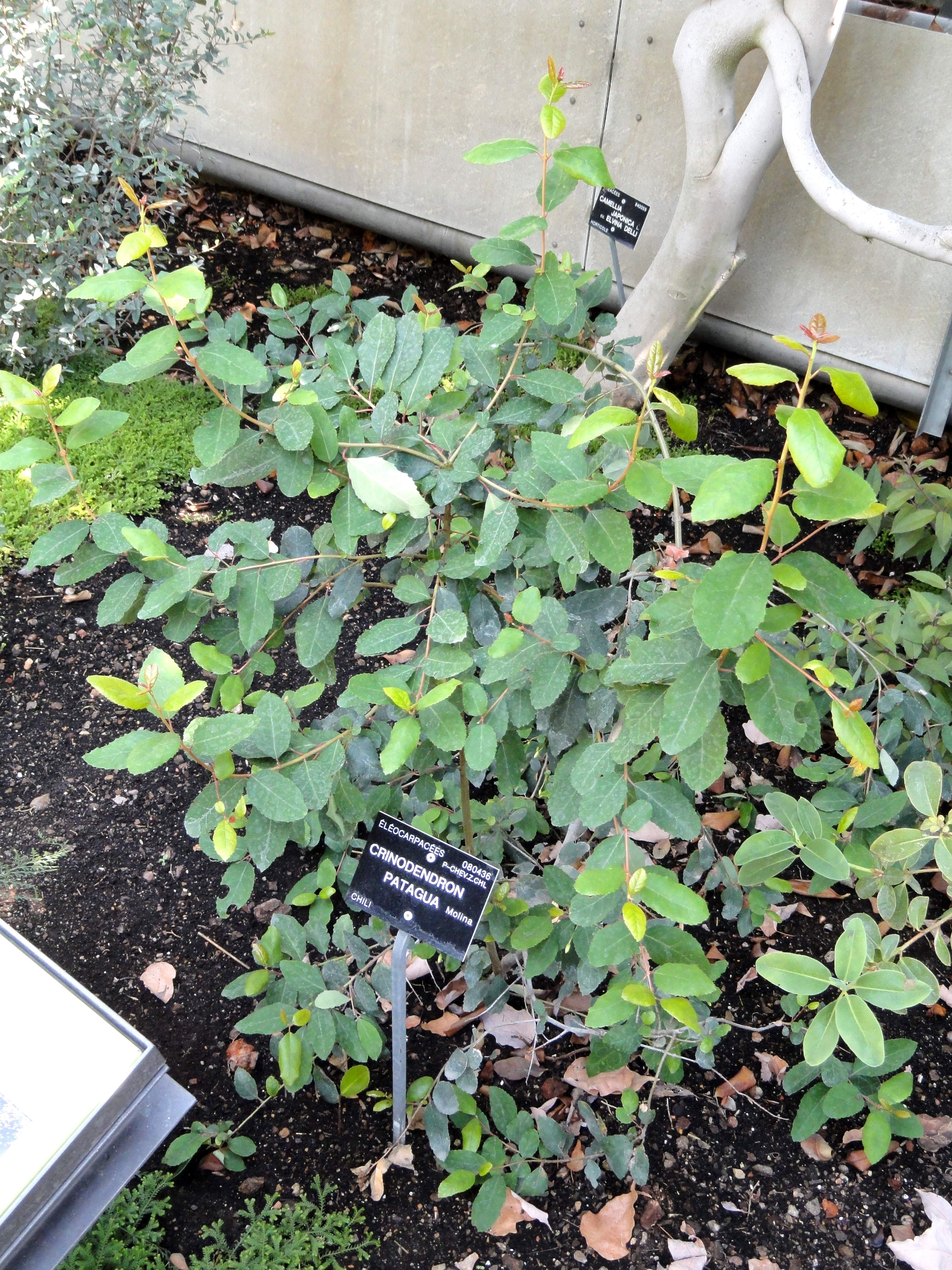
Vista de la planta

## Descripción
Sus hojas son simples, de forma oblonga con el borde aserrado. Produce flores blancas,  con corola acampanada de cinco pétalos. Su fruto es una cápsula. 
Es un arbusto o árbol siempre verde; leñoso de crecimiento rápido, que ocasionalmente puede crecer hasta 10 m de altura, pero con crecimiento lento puede alcanzar los 30 m de altura.

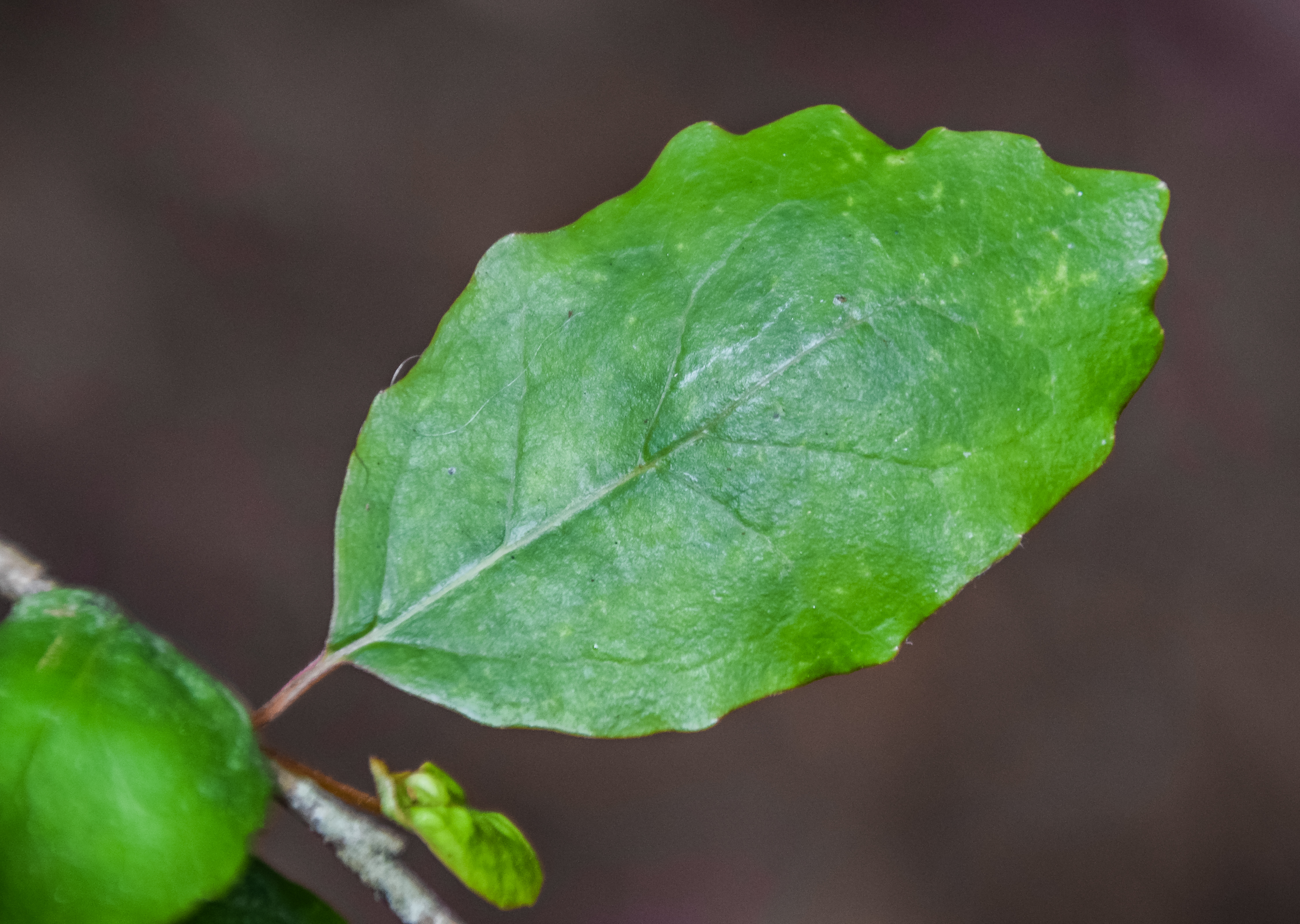
Hoja de Crinodendron patagua

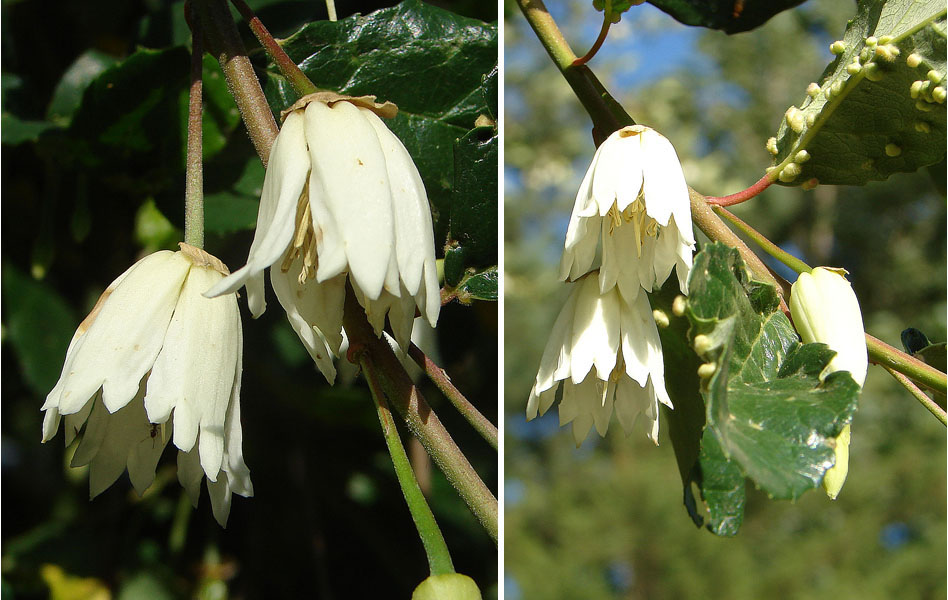
Flores de Crinodendron patagua

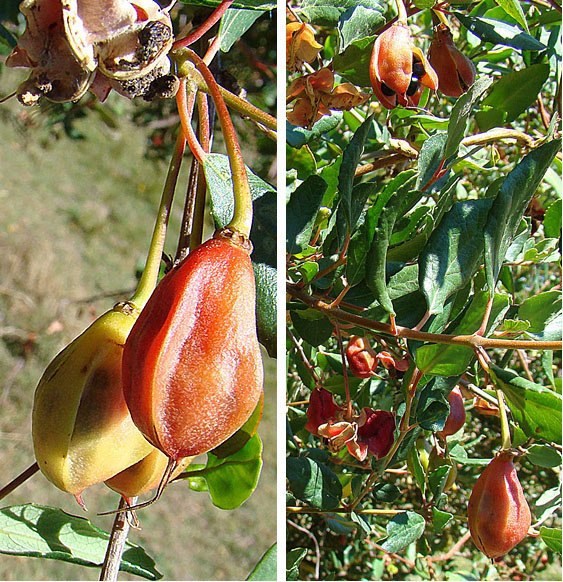
Cápsula y semillas de Crinodendron patagua

## Usos y cultivo
Las semillas de la patagua caen del árbol a finales deotoño para germinar a finales de invierno, casi en primavera. Sus flores son de gran importancia melífera. El tanino. contenido en su corteza se utiliza para curtir pieles. Su madera tiene usos en mueblería. Es fácil de cultivar, puede ser plantado por semillas y tolera las heladas. Es un arbusto leñoso o árbol de crecimiento rápido. Ha sido exitosamente introducido como ornamental en California, Irlanda del Norte, California, sur de Nueva Zelanda y algunas partes de Inglaterra. En los países de habla inglesa se le conoce como lily of the valley tree, que significa árbol lirio del valle.

## Taxonomía
Crinodendron patagua fue descrita por Juan Ignacio Molina  y publicado en Saggio sulla Storia Naturale cel Chili . . . 179–180, 353. 1782.
Etimología
Crinodendron: nombre genérico que es una expresión griega que significa "árbol de flores hermosas" 
patagua: epíteto
Sinonimia
- Crinodendron dependens (Ruiz & Pav.) Schneid. 1830?
- Tricuspidaria patagua Ruiz & Pav. 1794
- Tricuspidaria dependens  Ruiz et Pavón;
- Tricuspidaria hexapetala Turcz.
- Tricuspis dependens Pers.